# Spenser Confidential
Pour plus de détails, voir Fiche technique et Distribution.
Spenser Confidential est un film d'action américain réalisé par Peter Berg et sorti en 2020. Il s'agit d'une adaptation du personnage de détective privé Spenser, créé par l'écrivain Robert B. Parker et ensuite repris par Ace Atkins.
Le film est diffusé en exclusivité sur Netflix.

## Synopsis
Ancien officier de la police de Boston, Spenser sort de prison après avoir purgé une peine de cinq ans pour l'agression de son supérieur, le capitaine John Boylan. Spenser s'installe chez son vieil ami et mentor Henry Cimoli à South Boston. Le soir-même, John Boylan est assassiné. Spenser est suspecté, jusqu'à ce que le corps du lieutenant Terrence Graham soit retrouvé dans sa voiture, qui a servi à défoncer celle de Boylan. Graham est alors présenté comme le suspect numéro un, surtout que de la drogue a été trouvée à son domicile. Spenser est touché par cette histoire et par la peine de la femme de Graham. Celle-ci clame l'innocence de son mari. Spenser décide d'enquêter, alors que beaucoup veulent se venger de lui à Boston. Il peut cependant compter sur l'aide de Henry et de Hawk, son colocataire chez Henry et lui aussi ancien détenu. Spenser doit par ailleurs gérer son envahissante ex-petite-amie, Cissy. Cette enquête va mettre au jour une vaste corruption au sein de la police de Boston.

## Fiche technique
Sauf indication contraire, les informations mentionnées dans cette section peuvent être confirmées par la base de données cinématographiques IMDb,  présente dans la section « Liens externes ».
- Titre original et français : Spenser Confidential
- Titre de travail : Wonderland
- Réalisation : Peter Berg
- Scénario : Sean O'Keefe, d'après le roman Wonderland d'Ace Atkins et d'après le personnage créé par Robert B. Parker
- Direction artistique : Paul Richards et Dan Webster
- Décors : Neil Spisak
- Costumes : Virginia Johnson
- Musique : Steve Jablonsky
- Photographie : Tobias A. Schliessler
- Production : Peter Berg, Stephen Levinson, Neal H. Moritz et Mark Wahlberg
  - Production déléguée : Toby Ascher, Bill Bannerman et John Logan Pierson
- Sociétés de production : Film 44 et Original Film
- Société de distribution : Netflix
- Pays de production :  États-Unis
- Langue originale : anglais
- Format : couleur
- Durée : 111 minutes
- Genre : action, comédie policière
- Date de sortie : 6 mars 2020 (Netflix)

## Distribution
- Mark Wahlberg (VF : Bruno Choël) : Spenser
- Winston Duke (VF : Mohad Sanou) : Hawk
- Alan Arkin (VF : Frédéric Cerdal) : Henry Cimoli
- Iliza Shlesinger (VF : Flora Brunier) : Cissy
- Bokeem Woodbine (VF : Frantz Confiac) : Driscoll
- Marc Maron (VF : Pierre Laurent) : Wayne Cosgrove
- Austin Post (VF : Eilias Changuel) : Squeeb
- James DuMont : Charlie Bentwood alias « Charlie le survet »
- Michael Gaston (VF : Éric Peter) : le capitaine John Boylan
- Colleen Camp (VF : Michèle Bardollet) : Mara
- Alexandra Vino : Gloria Wiesnewski
- Hope Olaide Wilson (VF : Déborah Claude) : Letitia Graham
- Kip Weeks (VF : Emmanuel Gradi) : Macklin
- Mickel Be Jordan (VF : Jean-Michel Vaubien) : Terrence Graham
- Rich Skinner : Billy
- Donald Cerrone : Big Boy
- Cassie Ventura : Elise

## Production
Le scénario est adapté du roman Wonderland d'Ace Atkins, qui reprend le personnage de Spenser créé par Robert B. Parker et apparu dans de nombreux romans, séries télévisées (Spenser) et téléfilms (avec Joe Mantegna).
C'est la cinquième fois d’affilée que Peter Berg dirige Mark Wahlberg, après Du sang et des larmes (2013), Deepwater (2016), Traque à Boston (2016) et 22 Miles (2018). Arthur Wahlberg, l'un de ses frères, tient par ailleurs un petit rôle dans le film.
Le tournage débute en 2018 à Boston.

## Critique
Le film reçoit des critiques plutôt négatives. Sur l'agrégateur américain Rotten Tomatoes, il récolte 40% d'opinions favorables pour 43 critiques et une note moyenne de 4,66⁄10. Sur Metacritic, il obtient une note moyenne de 48⁄100 pour 17 critiques.
Frédéric Strauss de Télérama le décrit comme « un polar joueur aux multiples références, qui rend hommage aux buddy movies décontractés et ironiques des années 1980-1990. Un divertissement percutant sans prétention ».
Dans Le Figaro, Matt Finance écrit avoir apprécié le rythme du début du film mais qu'après cela devient « qu’un ersatz de film d’action sans originalité enchaînant parfois des scènes dénuées d’intérêt. La mise en scène redevient classique, le montage ne s’enflamme plus. Par conséquent, la mise en bouche jouissive fait place à un arrière-goût amer. Ne parlons pas du scénario, cousu de fil blanc. Sans charisme, ne représentant jamais une réelle menace, les méchants du film sont identifiables trop rapidement et mis hors d’état de nuire maladroitement ».
Dans Écran Large, on peut notamment lire « Plaisir évident, à mi-chemin entre la rouerie des polars seventies et les facilités attachantes des pulps d’antan, Spenser Confidential souffre néanmoins de sa gourmandise. S’étalant sur 110 minutes, le film prend bien trop son temps, et révèle quantité de petits ventres mous parfaitement dispensables, à fortiori quand le scénario n’essaie jamais de renouveler un canevas rebattu. Une longueur d’autant plus superflue que le film est un peu chiche en action ».